# Tarifvertrag zur Beschäftigungssicherung
Ein Tarifvertrag zur Beschäftigungssicherung (TVBS) ist ein Tarifvertrag, in dem für die Laufzeit des Vertrages betriebsbedingte Kündigungen ausgeschlossen werden. In der Regel werden dazu Gegenleistungen der Beschäftigten geregelt, z. B. Reduzierung der Arbeitszeit ohne Entgeltausgleich oder befristeter Verzicht auf Einmalzahlungen. Ein Tarifvertrag zur Beschäftigungssicherung ist entweder ein Haustarifvertrag zwischen einem Unternehmen und einer Gewerkschaft oder ein Flächentarifvertrag zwischen einem Arbeitgeberverband und einer Gewerkschaft, in dem Rahmenregelungen für Betriebsvereinbarungen zur Beschäftigungssicherung geregelt sind. Derartige Verträge werden teilweise auch als Sanierungstarifverträge, Härtefallregelungen, Zukunftstarifverträge oder Ergänzungs-Tarifverträge bezeichnet. Teilweise sind die Regelungen zur Beschäftigungssicherung auch in den Manteltarifvertrag integriert worden.

## Anfänge im Bereich der IG Metall in den 1990er Jahren

### Tarifvertrag zur 4-Tage-Woche bei der Volkswagen AG von 1993
Der erste Tarifvertrag zur Beschäftigungssicherung wurde 1993 zwischen der IG Metall Bezirksleitung Hannover und der Volkswagen AG abgeschlossen. Die Regelung war Teil des Volkswagen Haustarifvertrag. 1993 war die Automobilindustrie von Absatzrückgängen und Strukturwandel betroffen. Volkswagen beabsichtigte 30.000 der 107.000 Beschäftigten zu kündigen. In dieser Situation entschieden sich die IG Metall und Volkswagen eine drastische Verkürzung der Arbeitszeit ohne vollen Lohnausgleich zu vereinbaren. Es wurde eine 28,8-Stunden-Woche vereinbart, die auf 4 Tage pro Woche verteilt werden sollte. Im Gegenzug wurde vereinbart, dass während der Laufzeit keine betriebsbedingten Kündigungen ausgesprochen werden. Der Tarifvertrag war damals eine Neuheit, die breit in der Öffentlichkeit debattiert wurde: Erstmals akzeptierte ein Unternehmen das Verbot von Entlassung; erstmals akzeptierte die IG Metall eine Arbeitszeitverkürzung ohne vollen Lohnausgleich. Der Tarifvertrag zur Beschäftigungssicherung wurde am 25. November 1993 unterzeichnet, trat am 1. Januar 1994 in Kraft und hatte eine Laufzeit von bis zum 31. Dezember 1995. Vermeidung von Entlassungen durch Arbeitszeitverkürzung war das Ziel beide Tarifvertragsparteien. Durch die Umlage von jährlichen Einmalzahlungen auf Monatsbasis konnten die monatlichen Entgelte der Beschäftigten konstant gehalten werden. Der Tarifvertrag wurde unter dem Namen „Tarifvertrag zur 4-Tage-Woche“ bundesweit bekannt. Der Tarifvertrag zur Beschäftigungssicherung wurde in den folgenden Jahren schrittweise verlängert und ergänzt. Der Ausschluss betriebsbedingter Kündigungen galt für mehr als 30 Jahre, bevor der zugrunde liegende Tarifvertrag durch die Volkswagen AG am 10. September 2024 fristgerecht zum 1. Januar 2025 gekündigt wurde.

### Tarifvertrag zur Beschäftigungssicherung in der Metallindustrie von 1994
Im Jahr 1994 kam es in der Metallindustrie zu einem harten Arbeitskonflikt. Die IG Metall forderte u. a. eine Erhöhung der Entgelte um 5,8 % und Regelungen zur Beschäftigungssicherung. Die Arbeitgeberverbände der Metallindustrie forderten u. a. eine Verkürzung des Urlaubsanspruches und eine Streichung des zusätzlichen Urlaubsgeldes. In einer Urabstimmung in der niedersächsischen Metallindustrie sprachen sich 92 % der IG-Metall-Mitglieder für einen Streik aus. Vor diesem Hintergrund kam es einen Tag vor dem geplanten Streikbeginn in Hannover zu einem Spitzengespräch von IG Metall und Gesamtmetall. Es wurde ein bundesweites Verhandlungsergebnis mit zahlreichen Elementen vereinbart, u. a. ein Tarifvertrag zur Beschäftigungssicherung. Dies war der erste Tarifvertrag zur Beschäftigungssicherung im Rahmen des Flächentarifvertrages der Metallindustrie.
Er sah u. a. die Möglichkeit vor, das Unternehmen und Betriebsrat eine Reduzierung der Arbeitszeit ohne Entgeltausgleich vereinbaren konnten, wobei für die Laufzeit dieser Betriebsvereinbarung betriebsbedingte Kündigungen ausgeschlossen waren. Es war möglich, die Arbeitszeit von 35 Stunden auf bis zu 30 Stunden zu reduzieren. Durch die Umlage des zusätzlichen Urlaubsgeldes und des Weihnachtsgeldes wurden die Monatsentgelte konstant gehalten. Der Tarifvertrag zur Beschäftigungssicherung war eine Alternative für Betriebe mit Umsatzrückgängen, wenn die Voraussetzungen für gesetzliche Kurzarbeit nicht gegeben waren. Der Tarifvertrag wurde in den Folgejahren ständig verlängert. Erstmals wurde 1994 in dem Vertrag für Auszubildende nach der Ausbildung ein Anspruch auf Übernahme in ein Arbeitsverhältnis für mindestens 6 Monate vereinbart.

## Weiterentwicklung und aktueller Stand im Bereich der IG Metall

### Tarifvertrag zur nachhaltigen Standort-Beschäftigungssicherung (Zukunftstarifvertrag) bei der Volkswagen AG, 2006/2010
Der Tarifvertrag zur Beschäftigungssicherung von 1993 wurde in den folgenden Tarifrunden ständig überarbeitet und ergänzt. Der aktuelle „Tarifvertrag zur nachhaltigen Standort- und Beschäftigungssicherung (Zukunftstarifvertrag)“ vom 15. Dezember 2008 wurde am 8. März 2010 modifiziert. Der Ausschluss von betriebsbedingten Kündigungen ist dauerhaft vereinbart und kann nur bei einer Kündigung des Tarifvertrages neu verhandelt werden. Zusätzlich verpflichtet sich die Volkswagen AG mindestens 99.000 Arbeitsverhältnisse in den sechs Werken im Geltungsbereich des Haustarifvertrages zu halten. Ferner wurden Regelungen zur Übernahme der Auszubildenden und zu zwei Innovationsfonds vereinbart. Bereits 2004 bzw. 2006 war vereinbart worden, dass für neu eingestellte Beschäftigte die 35-Stunden-Woche gilt; für die im Jahr 2006 Beschäftigten gilt weiterhin die 33- bzw. 34-Stunden-Woche. Der Zukunftstarifvertrag wurde in den folgenden Jahren durch Betriebsvereinbarungen zwischen Gesamtbetriebsrat und Vorstand der Volkswagen AG ergänzt.

### Tarifvertrag Aufbau und Sicherung von Beschäftigung, Wettbewerbsfähigkeit und Zukunft, 2021
Der Tarifvertrag zur Beschäftigungssicherung von 1994 wurde in den folgenden Tarifrunden ständig verlängert und ergänzt. Die Regelungen in den einzelnen regionalen Tarifgebieten im Wesentlichen identisch, aber im Detail unterschiedlich Die Tarifverträge haben unterschiedliche Namen. Im Tarifgebiet Nordrhein-Westfalen gilt beispielsweise der „Tarifvertrag Zukunft, Wettbewerbsfähigkeit und Beschäftigungssicherung“. Im Tarifgebiet der niedersächsischen Metallindustrie gilt beispielsweise der „Tarifvertrag Aufbau und Sicherung von Beschäftigung, Wettbewerbsfähigkeit und Zukunft“. Hier ist weiterhin festgehalten, dass zur Beschäftigungssicherung die Arbeitszeit durch Betriebsvereinbarung auf bis zu 29 Stunden pro Woche abgesenkt werden. Für Auszubildende gilt nach der Ausbildung ein grundsätzlicher Anspruch auf unbefristete Übernahme in ein Arbeitsverhältnis.
Zusätzlich wurden Regelungen zur Transformation und Zukunftsgestaltung aufgenommen. In firmenbezogenen Verbandstarifverträgen können folgende Handlungsfelder vereinbart werden: Zielbild des Unternehmens, Vereinbarungen zur Zukunftssicherung, zum Veränderungsmanagement, zur Standort- und Beschäftigungsentwicklung, zur Qualifizierung und Beteiligung der Beschäftigten. Diese Tarifverträge werden auch betriebliche Zukunftstarifverträge genannt.